# Чжен Ши
Чжен Ши (кит.: 鄭氏, Zhèng Shì; 1775—1844), при народженні Ши Ян (кит.: 石陽, Shí Yáng), за прізвиськом повії Ши Сян Ґо (кит.: 石香菇, Shí Xiāng Go), у шлюбі Чжен Ї Сао (鄭一嫂, Zhèng Yī Sǎo) — китайська піратка, що тероризувала Китайські моря протягом правління Женьцзуна періоду династії Цін на початку XIX століття. У 1805 керувала 400 джонками (традиційними китайськими вітрильними кораблями), укомплектованими 40-60 тис. піратів. Конфліктувала з такими країнами, як Британська імперія, Португальська імперія і династія Цін.
Про її діяння, подвиги та спосіб життя китайських піратів створено численні книги, романи, відеоігри та фільми в Китаї, а також у всьому світі. Вважається найуспішнішою піраткою в історії, яка командувала величезною кількістю підлеглих піратів.

## Ранні роки
Ши Ян народилася 1775 року в провінції Гуандун. Вона була кантонською повією або мадам на прізвисько Ши Сян Ґо (кит.: 石香菇, Shí Xiāng Gū) та ймовірно працювала у плавучому борделі в Гуанчжоу. 1801 року одружилася з знаменитим піратом Чжен Ї (кит.: 鄭一, Zhèng Yī).

Генеалогія сім'ї Чжен

Вони одружилися в 1801 році і вирушили до В'єтнаму, де в самому розпалі була громадянська війна. Після заміжжя дівчина отримала нове ім'я Чжен Ї Сао ((кит.: 鄭一嫂, Zhèng Yī Sǎo, «дружина Чжена»). Крім того, у В'єтнамі Чжен Ї Сао брала активну участь у піратстві та отримувала 50 % частку прибутку від здобичі[джерело?].
Пані Чжен спочатку не мала своїх дітей, тому пірати викрали у рибалок і усиновили п'ятнадцятирічного хлопця на ім'я Чжан Бао Цзи (кит.: 張保仔, Zhāng Bǎo Zǐ), який спочатку став коханцем Чжен Ї, а після його смерті — чоловіком пані Чжен, що зробило його законним спадкоємцем піратської справи. За іншими джерелами Чжен Ї Сао потім народила ще двох синів: Чжен Їн Ши (кит.: 鄭英石, Zhèng Yīng Shí) і Чжен Сюн Ши (кит.: 鄭雄石, Zhèng Xióng Shí).
Пані Чжен долучилася до створення спілки із конкуруючим кантонським піратським флотом. До 1804 року ця коаліція була величезною силою й одним з найпотужніших піратських флотів у всьому Китаї та була відомою під назвою флот Червоного Прапора.

## На чолі піратського угрупування
16 листопада 1807 року Чжен Ї випав за борт під час шторму і помер у віці 42 років. З того часу Чжен Ї Сао стала називатися Чжен Ши. Вона стала на чолі всіх піратських загонів померлого чоловіка.
Ключем до успіху Чжен Ши була залізна дисципліна, що панувала в її судах. Вона запровадила суворі розпорядження, що поклали край традиційній піратській вольниці. Чжен Ши видала кодекс законів для піратів. Юан Юн-лун стверджував, що Чжен Ши видала для свого флоту кодекс з трьох правил, що називалися сан-тьяо, але вони не існують у письмовій формі. Кодекс був дуже суворим і його суворо дотримувалися. Зокрема, суворо каралися злодійство із загальної скарбниці, поділ награбованого проводився командиром флоту, зґвалтування полонених жінок каралося смертною карою. Будь-кому, хто самовільно віддавав команди, або ж не виконував команди старшого за званням, відрубували голову. Полонених жінок, як правило, відпускали[джерело?].
У той час пані Чжен підібрала військового лідера для піратів Червоного флоту. Ним став Чжан Бао Цзи — юний коханець пані. Під їхньою спільною командою пірати не лише атакували торгові судна біля берегів Китаю, а й запливали далеко в гирла річок, руйнуючи прибережні поселення. Однак, китайська влада залучилася підтримкою британського флоту, що привело до того, що 8 квітня 1810 року пані Чжен здалася владі Гуанчжоу. Через два дні владі здалися решта піратів. Тим, хто здався добровільно, було дозволено займатися мирними професіями, деяким стали працювати у військовій справі. У листопаді 1810 року пані Чжен і Чжан Бао Цзи переселилися в провінцію Фуцзянь, де Чжен Бао отримав звання, що рівне старшому лейтенанту. У 1813 році у пари народився син Чжен Юйлінь.
У 1822 році помер Чжан Бао Цзи, а пані Чжен поселилася в Гуанчжоу, де утримувала заклад для азартних ігор до самої смерті у віці 69 років.